# Elisa Cusma

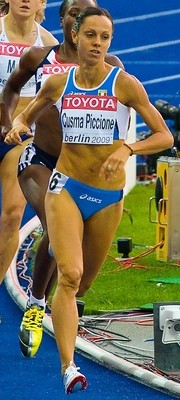
Elisa Cusma

Elisa Cusma Piccione, född den 24 juli 1981, är en italiensk friidrottare som tävlar i medeldistanslöpning.
Cusma Piccione deltog vid EM 2006 i Göteborg där hon blev utslagen i semifinalen på 800 meter. Hon nådde även en semifinal plats vid VM i Osaka 2007.
Vid inomhus VM 2008 i Valencia var hon i final på 800 meter och slutade på en sjätte plats. Vid Olympiska sommarspelen 2008 slutade hon femma i sin semifinal men tog sig inte vidare till finalen. 
Vid inomhus-EM 2009 i Turin slutade hon på en tredje plats på 800 meter på tiden 2.00,23.

## Personligt rekord
- 800 meter - 1.58,69